# Ventanas

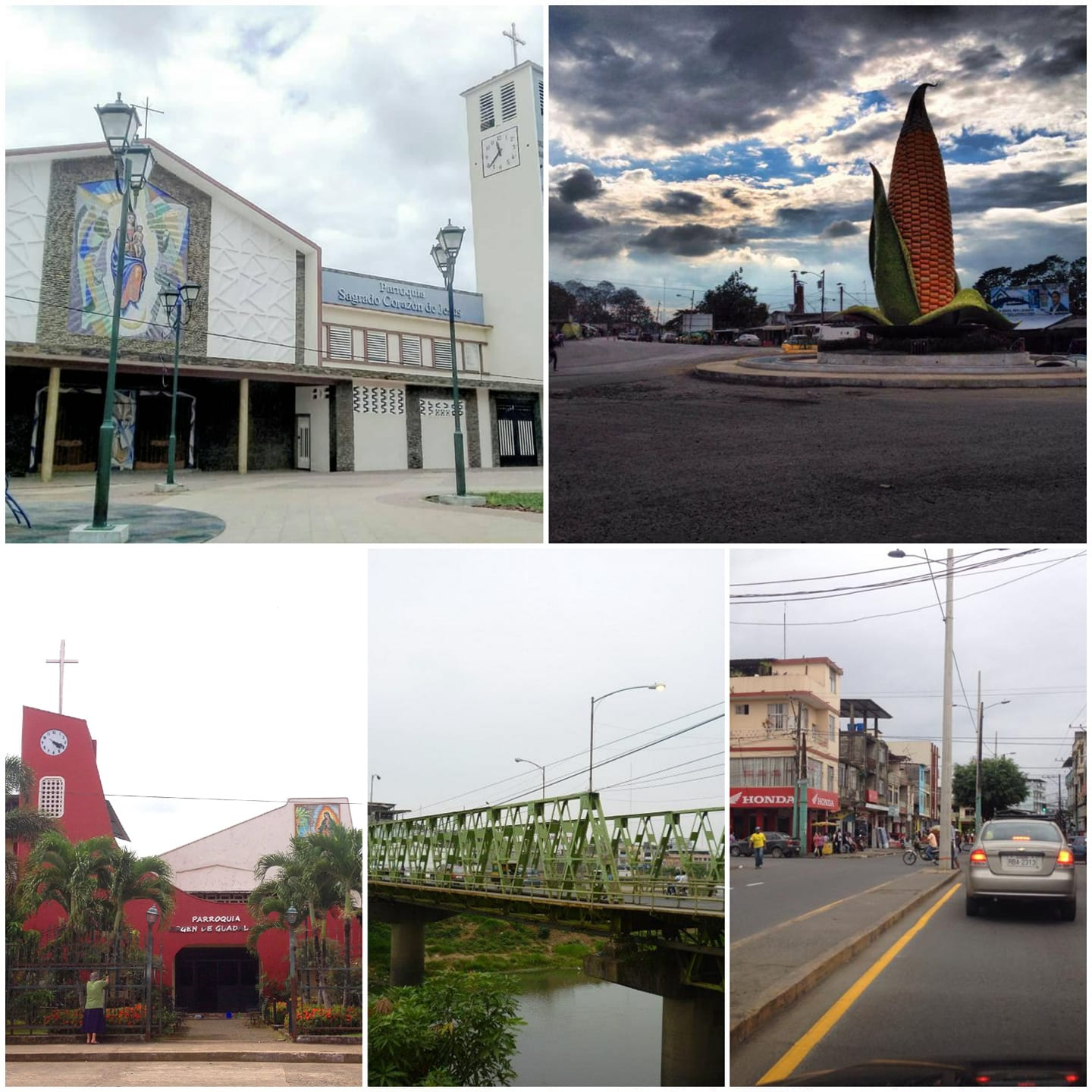

Ventanas ist eine Stadt und ein Municipio in der Provinz Los Ríos in West-Ecuador sowie Verwaltungssitz des Kantons Ventanas. Ferner bildet einen Teil des Municipios die Parroquia urbana Ventanas. Die Einwohnerzahl des Municipios betrug im Jahr 2010 45.651.  Für die Stadt Ventanas (urbaner Bereich des Municipios) wurde eine Einwohnerzahl von 38.168 ermittelt. Für das Jahr 2018 wurde eine Einwohnerzahl von 41.824 ermittelt. Das urbane Gebiet von Ventanas erstreckt sich über eine Fläche von 9,61 km². Die Stadt Ventanas wird wegen ihrer bedeutenden Maisproduktion „Die Maishauptstadt Ecuadors“ genannt.

## Lage
Die Stadt Ventanas liegt beiderseits des Río Ventanas (im Unterlauf Río Catarama) in der Tiefebene westlich der Anden. Ventanas liegt 40 km nordnordöstlich der Provinzhauptstadt Babahoyo.

## Municipio
Das 168,5 km² große Municipio Ventanas wird aus zwei Parroquias urbanas gebildet: Ventanas und 10 de Noviembre (⊙). 10 de Noviembre liegt am rechten Flussufer des Río Ventanas nördlich vom Stadtzentrum. Dort gibt es neben dem Gewerbegebiet der Stadt die Wohnsiedlungen El Mirador, Las Palmeras, Loma Grande, Los Girasoles und 10 de Noviembre.

## Demografie
Im administrativen Stadtgebiet lebten 2010 38.168 Einwohner. Die Bevölkerung bestand 2010 zu 57,5 % aus Mestizen, zu 4,7 % aus Weißen, zu 0,7 % aus Indigenen|, zu 8,1 % aus Afroecuadorianern, zu 28,7 % aus Montubios und zu 0,4 % aus sonstigen Ethnien. Die Alphabetisierungsrate lag bei 90,4 % der Bevölkerung.
| Zensusjahr | Einwohnerzahl |
| ---------- | ------------- |
| 1981       | 15.869        |
| 1990       | 23.217        |
| 2001       | 32.425        |
| 2010       | 38.168        |
| 2018       | 41.824        |

## Verkehr
Ventanas liegt an der Fernstraße E25 (Babahoyo–Quevedo). Bei Ventanas zweigt die E494 nach Osten ab und führt nach Guaranda.

## Geschichte
Die Parroquia Ventanas wurde im Jahr 1846 gegründet und war anfangs Teil des Kantons Puebloviejo in der Provinz Guayas. 1860 wurde die Provinz Los Ríos gegründet und der Kanton ging an diese über. Am 10. November 1952 wurde der Kanton Ventanas eingerichtet. Am 7. November 2011 wurde die Parroquia urbana 10 de Noviembre eingerichtet.